# Kungsbackafjordens naturreservat
Kungsbackafjordens naturreservat är ett marint naturreservat tillika ett Natura 2000-område i Onsala, Vallda, Hanhals, Färås och Ölmevalla socknar samt motsvarande den historiska Kungsbacka stads område i Kungsbacka kommun i Halland. Det omfattar estuariet Kungsbackafjorden tillsammans med delar av dess östra strand och ett sjuttiotal öar och skär. Av den totala arealen på 5 200 hektar utgör öar och land omkring 500 hektar. Reservatet inrättades 2005 och förvaltas av Länsstyrelsen i Hallands län. I reservatet uppgick det tidigare reservatet Hållsundsudde-Sönnerbergen.
Syftet med reservatet är att skydda både den marina miljön i Kungsbackafjorden och det rika fågellivet på dess strandängar. Fler än 240 fågelarter har observerats och bland häckande arter finns gulärla, större strandpipare och tofsvipa.